# Население на Ирак
Населението на Ирак според преброяването от 1997 г. е 22 046 244 души.

## Численост
Численост на населението според преброяванията през годините:
| Година | Численост  |
| 1977   | 12 000 497 |
| 1987   | 16 335 198 |
| 1997   | 22 046 244 |

## Възрастова структура
(2006)
- 0-14 години: 39,7% (мъже 5 398 645, жени 5 231 760)
- 15-64 години: 57,3% (мъже 7 776 257, жени 7 576 726)
- над 65 години: 3% (мъже 376 700, жени 423 295)

## Етнически състав
- 75 – 80% араби
- 5 – 10% кюрди
- 9% – други (предимно асирийци)

## Религия
- 94% – мюсюлмани
- 6% – християни